# کوین نیکولز
کوین نیکولز (ایتالیایی: Kevin Nichols؛ زادهٔ ۴ ژوئیهٔ ۱۹۵۵) دوچرخه‌سوار اهل استرالیا است.
وی در مسابقات کشوری و بین‌المللی در مجموع برندهٔ ۱ مدال طلا شده‌است.